# Оливер, Боб
Роберт Ли Оливер (англ. Robert Lee Oliver, 8 февраля 1943, Шривпорт, Луизиана — 19 апреля 2020, Рио-Линда, Калифорния) — американский бейсболист, аутфилдер, игрок первой и третьей баз. Выступал в Главной лиге бейсбола в 1965 и с 1969 по 1975 год. 

## Биография

### Ранние годы
Боб Оливер родился 8 февраля 1943 года в Шривпорте в семье заводского рабочего. В конце 1940-х годов семья переехала в Калифорнию. Отец Оливера умер когда ему было двенадцать лет. С этого момента Боб подрабатывал на стройке и доставкой продуктов, помогая матери. Он учился в старшей школе Хайленд, играл за её команды по бейсболу, баскетболу и американскому футболу. Во всех этих видах спорта он входил в число лучших игроков округа Сакраменто.
В 1961 году Боб окончил школу и поступил в общественный колледж Америкен Ривер. Он по-прежнему совмещал учёбу и спорт, включался в сборную звёзд конференции в бейсболе и баскетболе. Позже он был избран в Зал спортивной славы колледжа. Также Оливер играл в одной из бейсбольных команд Американского легиона. В 1963 году он подписал контракт с клубом Главной лиги бейсбола «Питтсбург Пайрэтс».

### Начало карьеры
Свой первый в карьере сезон Оливер отыграл в «Гастонии Пайрэтс», став с ней победителем чемпионата Западной каролинской лиги. Его показатель отбивания составил 28,1 %, Боб выбил 13 хоум-ранов и стал лидером команды с 84 набранными RBI. Его включили в сборную звёзд лиги. Вне поля у Боба возникли психологические проблемы. Он столкнулся с расовыми предрассудками и даже был готов завершить карьеру. От такого решения его отговорила мать.
Сезон 1964 года Оливер провёл в «Кинстон Иглз», продолжив прогрессировать. Перед стартом следующего чемпионата его перевели в AA-лигу в команду «Ашвилл Туристс». В мае 1965 года он был назван Игроком месяца в Южной лиге. В конце сезона его впервые вызвали в главную команду «Пайрэтс». Десятого сентября Боб дебютировал в Главной лиге бейсбола. Всего он сыграл в трёх матчах «Питтсбурга». В следующие два года Оливер играл в младших лигах, сначала за «Коламбус Джетс», а затем в «Мейкон Пичс». Там он был одним из лучших силовых отбивающих, лидируя по количеству хоум-ранов, RBI и сделанных ранов. Тренеры пробовали его на разных позициях: Боб был игроком первой и третьей баз, шортстопом и аутфилдером.
После окончания сезона 1967 года Оливера обменяли в «Миннесоту». Следующий год он провёл в фарм-команде AAA-лиги «Денвер Беарс», став в ней лучшим по числу RBI (93) и вторым по количеству хоум-ранов (20). В конце 1968 года Главная лига бейсбола была расширена и благодаря этому Боб получил новый шанс проявить себя. Во время драфта расширения его выбрали «Канзас-Сити Роялс».

### Канзас-Сити Роялс
Весной 1969 года на сборах Оливер получил небольшую травму ноги. В предсезонных матчах он отбивал с показателем всего 24,0 %, но конкуренты выглядели ещё хуже. В результате Боб был включён в основной состав «Роялс» на игру в День открытия сезона, первую официальную для клуба. Четвёртого июля в матче против «Сиэтла» он стал автором первого гранд-слэм-хоум-рана в истории команды. Всего же в 1969 году Оливер сыграл в 118 матчах, отбивая с показателем 25,4 %. 
Перед стартом чемпионата 1970 года в команде сменился главный тренер. Оливер был переведён на третью базу, хотя в защите лучше играл в аутфилде. На его атакующую эффективность это повлияло незначительно. По итогам чемпионата Боб стал лучшим бьющим «Роялс» с 27 хоум-ранами, 83 сделанными ранами и 99 RBI в 160 сыгранных матчах. Кроме того, он был одним из лидеров команды, активно высказывавших свою позициию по поводу неудачной игры и смены главного тренера. В 1971 году «Канзас-Сити» улучшили свой результат, одержав на двадцать побед больше. Результативность Оливера при этом снизилась. Он принял участие в 128 матчах, часто выходил на поле только как пинч-хиттер, его показатель отбивания упал до 24,4 %.
Во время предсезонных сборов в 1972 году он демонстрировал признаки улучшения игры, но с началом регулярного чемпионата проблемы вернулись. Особенно заметно стало снижение силы его ударов. В результате в мае «Роялс» обменяли Оливера в «Калифорнию Энджелс».

### Калифорния Энджелс
Переезд в Калифорнию пошёл Бобу на пользу. Он получил место основного игрока первой базы и снова успешно заиграл в нападении. В составе «Энджелс» в 1972 году Оливер выбил 19 из 78 хоум-ранов команды. В межсезонье он с некоторыми другими игроками лиги уехал в ФРГ, где выступал в роли тренера в бейсбольных командах при армейских подразделениях. В этот период Боб набрал около девяти килограммов. На сборах весной 1973 года тренер Бобби Уинклс заставлял его бегать в резиновом костюме. Позже Оливер называл эти тренировки самыми тяжёлыми за десять лет, а Уинклс, пытаясь его мотивировать, публично заявлял о том, что стартовым игроком на первой базе будет Джим Спенсер. К началу регулярного чемпионата Боб смог набрать форму. В мае он установил клубный рекорд, набрав за месяц 26 RBI. По итогам года на его счету было 89 RBI и 18 хоум-ранов при показателе отбивания 26,5 %. Зимой 1973/74 годов Оливер работал в полицейском департаменте Санта-Аны в качестве офицера по работе со школами.
Сезон 1974 года сложился для «Энджелс» неудачно. Из-за плохих результатов в команде сменился главный тренер, а во второй половине чемпионата в клубе решили оценить молодых игроков, дав им больше игрового времени. В результате Боб оказался в запасе, а в сентябре его выставили на драфт отказов.

### Завершение карьеры
Одиннадцатого сентября 1974 года Оливер стал игроком «Балтимор Ориолс». До конца регулярного чемпионата он успел принять участие в девяти матчах и помог команде выиграть дивизион. В заявку «Ориолс» на плей-офф он не попал. В декабре 1974 года его контракт был выкуплен «Нью-Йорк Янкис». В первой половине сезона Боб отбивал с показателем 13,8 %. В июле его отчислили, чтобы освободить место в составе для восстановившегося после травмы Лу Пинелло. После этого в Главной лиге бейсбола Оливер больше не играл. 
В течение трёх следующих сезонов он выступал на уровне AAA-лиги за «Оклахому-Сити», «Коламбус Клипперс» и «Айову Оукс». Последней командой в его карьере стали «Рохос дель Агила де Веракрус» из Мексиканской бейсбольной лиги, где он играл в 1979 году.

### После бейсбола
Закончив играть, Оливер долго пытался построить тренерскую карьеру. Он работал в бейсбольных академиях Дасти Бейкера и Орландо Сепеды, вместе с сыном Тони открыл свою школу. Другой его сын, Даррен, в течение двадцати лет играл питчером в Главной лиге бейсбола. В 1999 году Боб работал главным тренером независимой команды «Сакраменто Стилхедз». Также Оливер был сотрудником нефтедобывающей компании и работал в одном из отделений корпорации McKesson в Сакраменто. 
Боб Оливер скончался 19 апреля 2020 года в возрасте 77 лет.